# Département de psychiatrie de la Pitié-Salpêtrière
Le Département de psychiatrie de la Pitié-Salpêtrière est un service hospitalo-universitaire de psychiatrie appartenant au GHU AP-HP Sorbonne Université. Situé à l'hôpital de la Pitié-Salpêtrière dans le pavillon classé de La Force et à l'hôpital Charles-Foix, le service est dirigé par le Professeur Philippe Fossati.

## Histoire

### Construction de La Force

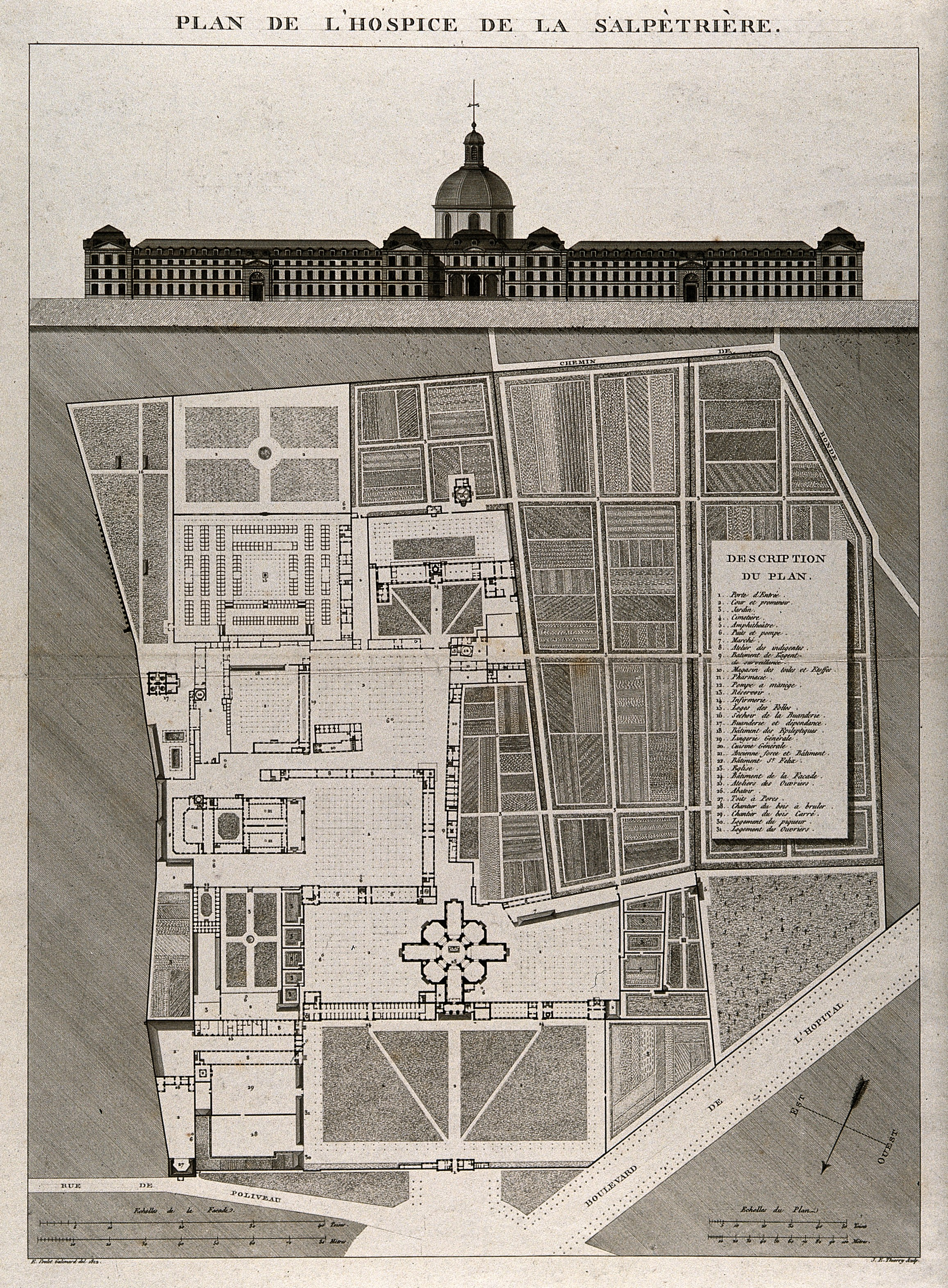
Plan de l'hôpital de la Pitié-Salpêtrière, avec La Force (1812)

Après la fondation de la Salpêtrière en 1656 sur ordre de Louis XIV, le pavillon de la Force est érigé en 1684. Destiné à être une prison pour des femmes condamnées pour actes de droit commun, ce bâtiment n'est pas initialement dévolu à un usage médical. Au cours des XVIIIe et XIXe siècles, la psychiatrie est exercée à la Pitié-Salpêtrière par des aliénistes célèbres comme Philippe Pinel et Jean-Etienne Esquirol.
Lors de l'apogée de l'École de la Salpêtrière menée par Jean-Martin Charcot de 1882 à 1892, l'activité clinique de psychiatrie est assurée conjointement par des aliénistes et des neurologues au sein des pavillons Lassay, Mazarin, et Montyon. Au XXe siècle, la psychiatrie se différencie de la neurologie, menant à la séparation de la neurologie et de la psychiatrie en 1969 et à la formation progressive de départements distincts.
Après la démolition en 1896 de l'ancien hôpital de la Pitié, la Pitié et la Salpêtrière fusionnent en 1964 pour former l'hôpital de la Pitié-Salpêtrière. Le département de psychiatrie se développe sous l'égide de la chaire de neuropsychiatrie infantile dirigée par Georges Heuyer, Léon Michaux, et Didier-Jacques Duché jusqu'à l'individualisation d'un service de psychiatrie et de pédopsychiatrie en 1980 sur décision du doyen Paul Castaigne. Aujourd'hui, le bâtiment de La Force accueillant le service de psychiatrie de la Pitié-Salpêtrière est classé au titre des monuments historiques.

### Histoire contemporaine

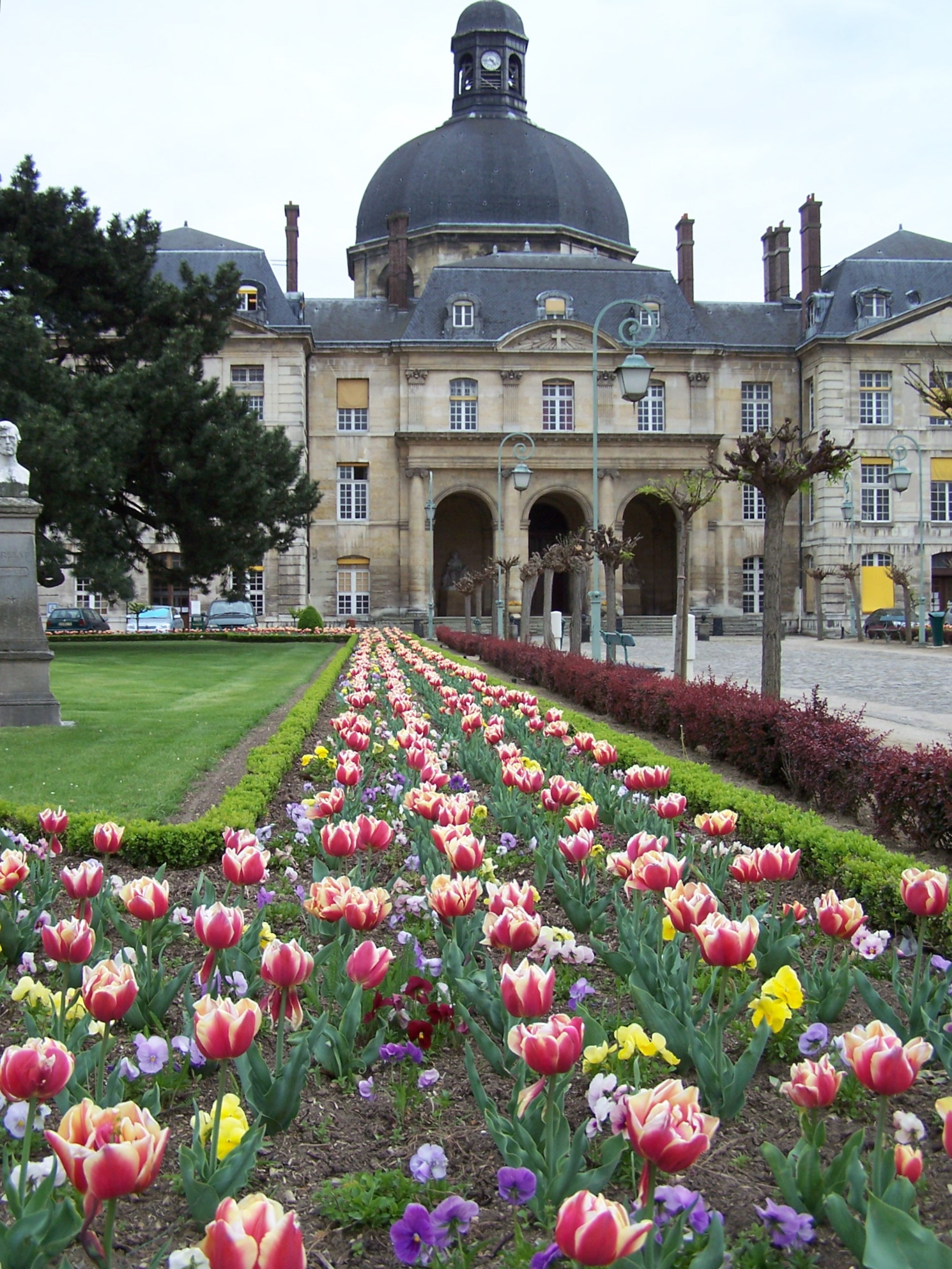
Aspect contemporain de l'Hôpital de la Pitié-Salpêtrière

Le service de psychiatrie de la Pitié-Salpêtrière prend son autonomie en 1980 sous l'impulsion du Professeur Daniel Widlöcher. Après un internat en neurologie et psychiatrie à l'hôpital de la Salpêtrière, Daniel Widlöcher crée un département de psychothérapie et réorganise la psychiatrie. Nommé PU-PH, il est chef du service de psychiatrie jusqu'en 1996 et conseiller auprès du ministre de la Santé Edmond Hervé. Sous sa direction, le service de psychiatrie de la Pitié-Salpêtrière développe une activité de recherche affiliée au CNRS puis à l'INSERM, dont il dirige l’unité 302 « Psychopathologie et pharmacologie des comportements ».
Sa succession est assurée en 1996 par le Professeur Jean-François Allilaire, PU-PH travaillant au sein de l'équipe INSERM U302 puis à l’unité mixte de recherche CNRS-Université 7593 « Vulnérabilité, Adaptation et Psychopathologie ». Élu membre de l’Académie nationale de médecine en 2011, il cède la place au Professeur Roland Jouvent, PU-PH et directeur de l'Unité CNRS UMR 7593 « Personnalité et conduites adaptatives ». Depuis 2017, le service est dirigé par le Professeur Philippe Fossati, PU-PH et co-directeur de l'équipe CIA « Control, Interoception, Attention » à l'Institut du Cerveau de Paris. Le service assure aujourd'hui une triple mission clinique, de recherche, et d'enseignement au sein de l'AP-HP et Sorbonne Université.

## Activités cliniques

### Centre d'expertise
Le département de Psychiatrie de la Pitié-Salpêtrière est un centre d'expertise pour l'évaluation et la prise en charge des troubles de l'humeur, en particulier la dépression et les troubles bipolaires. Ces autres domaines d'expertise comprennent les troubles anxieux et les troubles obsessionnel-compulsifs, les pathologies neuropsychiatriques à la frontière de la neurologie et de la psychiatrie, ainsi que l'utilisation de traitement antidépresseur d'action rapide (kétamine) et de la neuromodulation.
Le département comprend cinq unités d'hospitalisation temps plein non sectorisées, un hôpital de jour d'évaluation (Seglas), et un hôpital de jour de thérapeutique (REMEDS). Il comprend également un service de psychiatrie de la personne âgée localisé à l'hôpital Charles-Foix, et un Centre de Diagnostic et d'Evaluation Autisme Adultes (CDEAA).

### Plateau technique
Le service propose un plateau technique de thérapeutiques issues de la recherche fondamentale et translationnelle, avec notamment :
- un plateau technique d'administration de traitement antidépresseur d'action rapide comprenant une unité de kétamine ambulatoire  pour les troubles dépressifs résistants.
- un plateau technique de neuromodulation comprenant de la stimulation magnétique transcrânienne et de la stimulation cérébrale profonde pour les troubles obsessionnel-compulsifs et les troubles dépressifs.
- un plateau technique de thérapie par réalité virtuelle (TRV) pour la réalisation de thérapies d'exposition dans les troubles anxieux et les phobies spécifiques.

### Prise en charge spécialisée
Le département comprend également une activité d'addictologie, de liaison, et d'urgence, en association avec les autres services hospitaliers de la Pitié-Salpêtrière :
- activité d'addictologie comprenant une unité de sevrage complexe (USC) et une activité de liaison et de consultation addictologique pour les patients souffrant de troubles addictifs.
- activité de liaison psychiatrique assurant l'évaluation et la prise en charge des pathologiques psychiatriques pour l'ensemble des services hospitaliers de la Pitié-Salpêtrière.
- unité fonctionnelle d'urgences psychiatriques avec une activité continue vingt-quatre heures sur vingt-quatre, toute l'année, aux urgences générales de la Pitié-Salpêtrière et dans les services hospitaliers.

## Activité de recherche
Le département de psychiatrie de la Pitié-Salpêtrière abrite une activité de recherche en psychiatrie et en neurosciences en association avec l'Institut du Cerveau (ICM) de Paris. Le service est également impliqué dans le travail éditorial de la revue de L'Encéphale et dans l'organisation du congrès annuel de psychiatrie de l'Encéphale en collaboration avec le Service Hospitalo-Universitaire (SHU) de Sainte-Anne.

## Activité d'enseignement
Le département de psychiatrie de la Pitié-Salpêtrière accueille des étudiants hospitaliers de la faculté de santé de Sorbonne Université et des internes de psychiatrie (ou d'autres spécialités comme la neurologie). Il est impliqué dans le parcours Neurosciences cognitives et comportementales du master BIP (Biologie Intégrative et Physiologie) de Sorbonne Université.

## Personnalités liées au département de psychiatrie de la Pitié-Salpêtrière
- Philippe Pinel
- Jean-Etienne Esquirol
- Daniel Widlöcher

## Accès
Le service de psychiatrie de la Pitié-Salpêtrière est desservi par la ligne 5 à la station Saint-Marcel, la ligne 6 à la station Chevaleret et la ligne 10 à la station Gare d'Austerlitz.